# Granola
La granola è una miscela di fiocchi d'avena, miele e frutta secca solitamente consumata durante la colazione.
Venne ideata da John Harvey Kellogg, l'inventore dei Cornflakes, nel 1878, tramite la ricottura di fiocchi integrali, come alimento pensato per favorire una corretta alimentazione.
Da non confondere con la Granula (alimento simile composto da granella di farina di frumento integrale, inventata da James Caleb Jackson nel 1863 e considerata la prima miscela di cereali per la prima colazione mai inventata), ha molta somiglianza con il müsli della Svizzera tedesca, dove viene infatti chiamata Knuspermüsli.